# Joe Goldberg
Joseph Gabriel « Joe » Goldberg est un personnage de fiction de la série You et du roman Parfaite de Caroline Kepnes (en). Il est le principal protagoniste tant dans le livre que dans la série adaptée.
Il est incarné majoritairement par Penn Badgley dans la série. Pour quelques scènes spécifiques, il est présenté à des âges différents dans de courtes scènes : Gianni Ciardiello le représente à l'adolescence, tandis qu'Aidan Wallace et Jack Fisher illustrent ses années d'enfance. Ces trois acteurs supplémentaires apparaissant uniquement dans de courtes séquences.
Joe Golberg est, dans la saison 1, un propriétaire d'une librairie new-yorkaise devenu tueur en série et harceleur. Sa rencontre avec Guinevere Beck dans sa librairie marque le début d'une obsession extrême et toxique. Dans la saison 2, fuyant son passé trouble de New York pour Los Angeles, il croise le chemin de Love Quinn, une cheffe cuisinière passionnée, et replonge dans un cycle d'obsession et de violence pour échapper à la fatalité de ses précédentes liaisons. Son mariage tumultueux avec Love s'effondrant, Joe quitte les États-Unis pour Londres. Là, il poursuit le tueur de Eat-the-Rich, tout en développant une relation avec Kate Lockwood.

## Développement du personnage
En 2014, Caroline Kepnes (en) publie Parfaite, son premier roman de la série thriller. Elle explique qu'elle a écrit ce roman pendant une période sombre de sa vie, l'année où son père est décédé d'un cancer, et au cours de laquelle elle a affronté plusieurs autres défis personnels. Plus tard, elle a d'abord hésité à qualifier Joe comme un tueur en série, car certains lecteurs soutenaient que ses actions le classaient comme tel. L'auteure a ensuite clarifié sa position à ce sujet, en mentionnant que :

« Je me souviens quand j'ai écrit You et quand quelqu'un a qualifié Joe de tueur en série pour la première fois. J'ai rétorqué qu'il n'est pas un tueur en série, il rencontre ces personnes terribles et a ces pensées affreuses, mais il est très sensible. C'est très étrange de réaliser qu'on a écrit un tueur en série. »

— Caroline Kepnes (en)
Sera Gamble, la showrunneuse et co-créatrice de la série, mentionne dans une interview avec Collider que, lorsqu'elle imaginait Joe, elle souhaitait explorer en profondeur la cause racine de la pathologie qui a façonné sa position amorale pour justifier et rationaliser le fait de traquer, kidnapper et tuer ses victimes. Lorsqu'elle écrivait le personnage, elle a déclaré :

« Je veux comprendre ce qui provoque un comportement de cette nature chez ce très petit pourcentage d'hommes. J'aime penser que c'est un très petit pourcentage d'hommes qui franchiraient une ligne comme celle que Joe Goldberg franchit. »

— Sera Gamble, Collider
Lors d'une interview au panel The Contenders Emmys 2019, Gamble a souligné l'importance de choisir la bonne personne pour jouer le rôle de Joe Goldberg. Elle a déclaré :

« Ça devait être une histoire d'amour et un film d'horreur dans chaque scène, si on avait choisi quelqu'un d'un peu effrayant, alors l'histoire ne fonctionnerait pas ; l'idée est que c'est le protagoniste d'une comédie romantique qui travaille dans une librairie et une femme entre, ils se rencontrent mignonement, tombent amoureux et vivent heureux pour toujours. C'est ça, la série. »

— Sera Gamble, The Contenders Emmys 2019
Développant son commentaire sur les thèmes et l'origine de la série, Gamble a déclaré lors d'une interview en table ronde avec The Hollywood Reporter qu'elle n'était pas surprise d'entendre une réception écrasante du personnage de Joe parmi les fans en ligne et les téléspectateurs.

« Il y a un contingent très vocal de fans du livre de Caroline Kepnes sur lequel You est basé qui étaient comme « J'aime Joe ». En fait, ce qu'elle a fait, c'est prendre le héros romantique classique et enlever le vernis et le brillant et John Cusack avec le ghetto-blaster et elle l'a suivi jusqu'à sa conclusion logique. Je veux dire, si vous coupez la musique mielleuse et mettez une musique de David Fincher, les comédies romantiques sont des films de stalker. L'intrigue de presque chacune d'elles que je peux penser - et nous les avons regardées toutes plusieurs fois dans la salle des scénaristes - dépend du gars... d'abord, il doit faire un certain nombre d'erreurs pour qu'elle puisse lui pardonner. Et il doit surmonter certains de ses défauts. Je veux dire, c'est ça l'amour, non ? Mais aussi, il la poursuit à travers un putain d'aéroport, la poursuit sur une autoroute, la regarde dormir parce qu'il se sent protecteur. Le comportement des comédies romantiques dans la vie réelle est criminel ! Et c'était en gros le point de départ de la série. »

— Sera Gamble, The Hollywood Reporter

## Biographie fictive
Dans quelques flashback, il est expliqué que Joe est un orphelin né le 19 septembre 1988 à New York aux États-Unis, marqué par une enfance tragique. Les mêmes flashbacks montrent que sa mère, Sandy, subissait les abus de son conjoint, entraînant Joe dans un cycle de négligence et de maltraitance paternelle. Dans un geste désespéré pour protéger sa mère, le jeune Joe commet l'irréparable en tuant son père. Peu après, confrontée à ses propres incapacités, Sandy admet ne pas pouvoir s'occuper de lui, le laissant aux mains des services de protection de l'enfance qui le placent au Irving Group Home For Boys, dans l'État de New York.
Au fil des années, après un passage dans le système de placement familial, Joe trouve une figure paternelle en la personne de M. Mooney, qui l'adopte, lui offre un refuge et un emploi dans sa librairie. Cependant, cette relation se révèle une nouvelle fois abusive : Mooney enferme Joe dans une cage en plexiglas sous la librairie remplie d'anciens livres de collection, justifiant cet acte comme une leçon sur la valeur de la lecture et des livres, une façon atypique de montrer son affection et d'inculquer le respect pour ces derniers.

### Saison 1
Joe, désormais à la tête d'une librairie new-yorkaise, fait la rencontre méticuleuse de Guinevere Beck, une étudiante en beaux-arts, usant de manipulation à l'égard de son entourage. Après sa rencontre avec Beck, Joe commence rapidement à développer une obsession extrême et toxique pour elle. Sous couvert de rechercher l'authenticité et la sincérité dans leurs interactions, Joe justifie ses actions intrusives et manipulatrices comme une mesure préventive contre le risque de revivre la douleur d'une précédente déception amoureuse. Cette déception faisait suite à sa relation avec Candace Stone, une ex-petite amie supposée décédée. Cette justification sert à masquer la nature envahissante et dangereuse de son comportement, transformant son désir de protection en une obsession délirante qui le pousse à franchir des limites morales et légales au nom de l'amour.
Il se lie ensuite d'amitié avec Paco, son jeune voisin vivant dans un contexte familial violent similaire à celui de Joe, cherchant refuge dans les livres. Après une tentative de Paco de tuer le petit ami violent de sa mère, Ron, par overdose, une confrontation brutale éclate entre Joe et Ron. Encouragée par Joe, la mère de Paco rompt avec Ron, mais replonge dans la toxicomanie.
Plus tard, Joe sauve Beck alors que, en état d'ivresse, elle était tombée sur les rails du métro new-yorkais, volant au passage son téléphone pour infiltrer sa vie privée via le cloud. En apprenant l'existence du petit ami de Beck, Benji, Joe le considéra comme une menace. Il l'attira dans le sous-sol de la librairie, l'assomme, l'enferme dans la cage de plexiglas, puis le tue quelques jours plus tard par empoisonnement aux arachides, dissimulant le corps dans les bois.
Peach Salinger, la meilleure amie de Beck, commence à nourrir des soupçons sur Joe. Elle tente de persuader Beck que Joe ne lui convient pas et est dangereux, mais Beck ne prend pas ses mises en garde au sérieux. Joe, de son côté, réalise que Peach le perçoit avec suspicion et cherche à éloigner Beck d'elle. Il considère Peach comme étant excessivement obsédée par Beck, bien qu'il soit lui-même épris de Beck de manière obsessive. Beck ne prend pas au sérieux non plus ses mises en garde.
Pour prouver que Peach est loin d'être bienveillante envers Beck, Joe s'empare de l'ordinateur de Peach durant une fête en sa présence. Cependant, l'accès lui est refusé, faute de mot de passe. Il se tourne alors vers Annika Atwater, une autre amie proche de Beck et Peach, espérant glaner des informations personnelles qui lui permettraient de débloquer l'ordinateur. Annika lui révèle le nom du chien de Peach, Dalloway, qui ne s'avère finalement pas être le mot de passe pour accéder à l'ordinateur. Joe finit par se remémorer cette discussion avec Annika, et il remarqua qu’elle insista sur le fait que Peach était constamment en train de parler de Beck : « Beck-chérie ceci, Beck-chérie cela… ». Alors il essaya « Beck-chérie » (litt. en anglais : beckalicious), et l’ordinateur se déverrouille.
À l'intérieur, Joe découvre des photos de Beck nue et ivre, prises sans son consentement, confirmant ainsi l'obsession de Peach pour elle. Conscient que Peach constitue un obstacle majeur à sa relation avec Beck, Joe conclut qu'il doit l'éliminer.
Peu après, Peach convainc Beck de l'accompagner en vacances avec elle à Greenwich. Joe les suit et, après que Peach ait tenté de séduire Beck, un conflit éclate entre Joe et Peach autour d'un pistolet dans le jardin de la résidence de vacances. Cette confrontation se solde par la mort de Peach, tuée par Joe avec le pistolet. Il dispose ensuite le corps dans la résidence, met le pistolet dans sa main et écrit une lettre d'adieu sur une table à côté ainsi pour faire passer le meurtre pour un suicide.
À la suite de la mort de Peach, Beck se retrouve plongée dans une dépression profonde, ayant perdu sa meilleure amie. Pour faire face à ce bouleversement émotionnel et tenter de surmonter sa peine, Beck décide de commencer des séances thérapeutiques. Elle se tourne vers le Dr Nicky, un psychologue, dans l'espoir de trouver du soutien pour gérer son deuil.
Plus tard, Joe commence à suspecter une liaison entre Beck et son psychologue, le Dr Nicky. Pour en avoir le cœur net, il décide d'entamer une thérapie avec ce dernier sous une fausse identité, se faisant appeler Paul Brown. Employant les mêmes méthodes d'espionnage intrusif qu'il avait utilisées pour espionner Beck et Peach, Joe accède illégalement aux appareils électroniques du Dr Nicky. C'est ainsi qu'il découvre qu'il y a bel et bien une liaison entre ce dernier et Beck, une vérité que cette dernière avait omise de lui révéler.
Initialement, Joe envisage de tuer le Dr Nicky mais choisit finalement de lui laisser la vie sauve. Cependant, une dispute éclate entre Joe et Beck lorsque cette dernière nie avoir une liaison avec son thérapeute. Joe, déterminé à vérifier ses dires, suit discrètement Beck pour voir si elle rend visite au Dr Nicky. Beck le surprend en flagrant délit et décide de rompre avec lui.
Dans la foulée de cette rupture, Joe entame une relation seulement sexuelle avec Karen Minty, une de ses voisines de palier. Bien que leur relation commence sans engagement émotionnel, Joe finit par développer de réels sentiments pour Karen et ils se mettent ensemble officiellement. Malgré cela, l'absence de Beck se fait sentir pour Joe, et réciproquement, ce qui les conduit à se revoir petit à petit, puis à se remettre ensemble. Joe met donc abruptement fin à sa relation avec Karen. Cette dernière, furieuse et blessée par cette rupture soudaine, croise par hasard Beck dans la rue. Profitant de cette rencontre, Karen prend le temps de mettre en garde Beck contre Joe. Elle lui conseille vivement de se méfier de lui, partageant son expérience personnelle en expliquant que la manière dont Joe l'a abandonnée sans préavis est un comportement qui va se reproduire tôt ou tard avec Beck. Karen explique ainsi les tendances imprévisibles et potentiellement dangereuses de Joe, supposant que Beck pourrait être la prochaine victime de ses actions impulsives et dangereuses, marquant un avertissement clair sur la véritable nature de Joe.
Leur réconciliation prend une tournure compliquée lorsque Beck commence à s'interroger sur le passé de Joe, en particulier sur sa relation antérieure avec Candace Stone, que Joe ne lui avait expliquée. Intriguée et méfiante, Beck entreprend de contacter des connaissances communes de Candace et de mener sa propre enquête pour découvrir la vérité derrière la relation entre Joe et Candace.
Les tensions montent lorsque Beck découvre la véritable nature de Joe, y compris son passé meurtrier quand Paco révèle par mégarde à Beck l'existence d'une cachette secrète chez Joe. Poussée par la curiosité et peut-être par l'intuition que quelque chose ne va pas, Beck décide d'explorer cette cachette. Là, elle découvre une boîte qui contient des objets à la fois révélateurs et terrifiants : son ancien téléphone portable qu'elle croyait avoir perdu, des dents appartenant à Benji (ce qui explique directement que Joe a tué Benji, alors qu'elle croyait qu'il était parti en exil), des culottes qui lui appartiennent (indiquant une violation de sa vie privée et une obsession malsaine), ainsi que d'autres objets personnels de victimes précédentes. Cette découverte macabre confirme les pires craintes de Beck quant à la véritable nature de Joe, révélant son comportement d'obsédé et le danger qu'il représente non seulement pour elle mais pour ceux qui croisent son chemin. Elle tente de s'échapper mais est capturée par Joe, qui la retient prisonnière dans la cage de plexiglas.
Beck, alors retenue prisonnière dans la cage de plexiglas par Joe, met en œuvre une ruse pour tenter de s'échapper. Elle feint des sentiments d'amour envers Joe, lui disant qu'elle comprend et lui pardonne, tentant de le manipuler en jouant sur sa perception déformée de leur relation. Joe, initialement résistant à ses avances, est finalement ému par ses paroles et décide d'ouvrir la cage pour l'embrasser. C'est alors que Beck saisit l'opportunité de se défendre : pendant ce baiser, elle attaque Joe avec les touches de la machine à écrire qu'elle avait préalablement récupérées et réussit à s'échapper de la cage, enfermant Joe à l'intérieur.
Une fois hors de la cage, Beck confronte Joe, lui révélant son vrai visage de manipulateur, d'obsédé et de tueur en série. Alors qu'elle tente de s'échapper du sous-sol, elle découvre que Joe n'est pas vraiment emprisonné et qu'il a un double des clés, prouvant qu'il a toujours un coup d'avance. Dans un dernier effort pour fuir, Beck assomme Joe avec un marteau trouvé dans le sous-sol et ouvre la porte de sortie, seulement pour se retrouver face à une autre porte verrouillée, pouvant s'ouvrir de l'extérieur.
Paco, alerté par les cris, apparaît alors à la porte. Beck le supplie d'ouvrir, mais Paco, influencé par sa loyauté envers Joe et convaincu que Beck est folle, décide de partir, la laissant sans secours. Quelques instants plus tard, Joe reprend le dessus, étrangle Beck et met fin à sa vie, scellant tragiquement le destin de Beck qui avait tenté de lutter pour sa liberté et sa survie.
Des mois plus tard, alors que le livre de Beck connaît un succès posthume et que le Dr Nicky est emprisonné, Candace réapparaît soudainement à la librairie.

### Saison 2
Après le retour de Candace, elle explique comment elle a survécu à la nuit où Joe pensait l'avoir tuée. Elle se moque de Joe en l'accusant de la mort de Beck et le menace de le dénoncer. Après s'être échappé, Joe se dirige rapidement vers Los Angeles. À l'aéroport international de Los Angeles, il assiste à l'effervescence publique autour d'un célèbre humoriste, Henderson. Plus tard, Joe rencontre Will Bettelheim, un hacker rencontré via Craigslist. Incapable de créer une identité intraçable pour Joe, ce dernier kidnappe Will et l'enferme dans une cage en plexiglas cachée dans un entrepôt. Utilisant le nom de Will, Joe trouve un appartement et se lie d'amitié avec la gérante de l'immeuble, Delilah Alves, et sa jeune sœur, Ellie Alves.
Joe rencontre Calvin, le gérant d'Anavrin, une épicerie branchée et familiale, et est embauché comme commis dans le café-librairie de l'épicerie. Joe rencontre ensuite Love Quinn, une veuve qui travaille en cuisine, et son frère, Forty Quinn. Love fait des avances à Joe, mais il résiste au début. Ils se rencontrent à nouveau et Love pense que leur rencontre est le fruit du destin. Plus tard, il est révélé que Joe manipule les circonstances pour obtenir son emploi et son appartement et a secrètement orchestré sa rencontre avec Love.
Joe rencontre avec un homme nommé Jasper Krenn, qui recherche le vrai Will Bettelheim pour une somme d'argent qu'il lui doit. Joe promet de payer, mais Jasper l'immobilise et lui coupe le bout d'un doigt. Jasper explique que Joe a environ 12 heures pour se faire recoudre le doigt et qu'il gardera le bout de doigt comme rançon. Will conseille à Joe d'aller à une fête dans la vallée de San Fernando pour récupérer de l'argent auprès d'un homme nommé Rufus. Avant d'aller à la fête, Joe annule son invitation au déjeuner de Love avec ses amis et trouve Rufus, mais au lieu d'argent, il lui offre un sac de pilules. Joe attire ensuite Jasper dans son entrepôt et le poignarde. Il se fait recoudre le doigt, puis démembre et se débarrasse du corps de Jasper.
Love réprimande Joe, révélant qu'elle a découvert ses mensonges en parlant avec son frère Forty. Plus tard, il s'excuse et ils décident de rester amis pour le moment. Joe essaie de résister à son attirance grandissante envers Love et se lie d'amitié avec Forty pour se distraire. Lorsque Forty a une crise lors d'une fête, Joe appelle Love à l'aide et ils entament plus tard une relation sexuelle. Mais la relation de Joe avec Love est mise à l'épreuve par la dépendance émotionnelle de Forty.
Delilah raconte à Joe qu'elle a été droguée et violée à l'adolescence par Henderson. Plus tard, Joe découvre qu'Ellie fréquente Henderson et promet de la protéger du prédateur, ayant déjà secrètement installé une puce de contrôle dans son téléphone portable. Il s'infiltre dans une fête chez Henderson et vole son ordinateur portable. Après avoir donné les pilules à Will, Joe lui fait fouiller l'ordinateur mais ne trouve rien. Il apprend par Forty qu'il existe une pièce secrète chez Henderson. Will lui donne des informations qui lui permettent d'entrer dans la pièce, et Joe trouve des photos de femmes nues inconscientes, y compris Delilah. Joe découvre qu'Ellie a désactivé la puce de son téléphone et se rend chez Henderson. Joe drogue la boisson de Henderson avec du GHB, puis le ligote, lui demande des aveux et menace de le torturer s'il ne dit rien. Henderson tente de s'échapper, et Joe le fait tomber dans les escaliers, le tuant. Plus tard, l'ami policier de Delilah, David Fincher, interpelle Joe pour avoir traversé au feu rouge, mais le laisse partir avec un avertissement. De retour à la cave, Joe libère Will après que ce dernier promet de disparaître et de ne pas le dénoncer.
Forty raconte à Love qu'il a rencontré une femme nommée Amy Adam, qui s'avère être Candace, venue chercher vengeance contre Joe. Love, Joe, Forty et Candace assistent à une retraite de bien-être avec la famille de Love et Forty. Après une autre crise de Forty et une confrontation avec sa mère, Love se confie à Joe sur l'agression sexuelle de Forty dans son enfance. Joe se confie sur les abus physiques de son père, et Joe et Love se sentent plus proches que jamais. Cependant, Candace avertit Joe que la vérité finira par éclater et révèle qu'elle a convaincu Forty d'écrire un scénario basé sur le roman de Beck.
Love devient méfiante envers le comportement de Amy (Candace) et engage un détective privé pour la suivre. Candace se rend ensuite chez Joe où Love se trouvait, où elle révèle la vérité sur le passé de Joe à Love. Lorsqu'il revient, Love le confronte, mais il la convainc qu'il a quitté New York pour échapper aux mensonges de Candace, mais ils finissent par rompre.
Joe et Delilah entament une aventure éphémère et Love entame une liaison avec Milo Warrington, le meilleur ami de son défunt mari. Joe et Delilah sont arrêtés pour relation sexuelle en public, et sont tous deux emprisonnés, mais finalement libérés. Lorsque Fincher révèle ses soupçons à propos de Joe à Delilah, elle fouille son appartement, trouve les clés de son entrepôt s'y rend. Joe la trouve là-bas et l'enferme dans la cage de plexiglas. Avant qu'il puisse revenir, Forty organise une auto-séquestration élaborée en enfermant Joe, lui-même et Ellie dans une chambre d'hôtel protégée à la sortie par des gardes pour corriger son scénario. Forty drogue finalement Joe avec du LSD. Joe et Love se réconcilient, et Love le convainc de rester à Los Angeles. Forty finit par terminer le scénario, déduisant correctement que l'ex de Beck l'a tuée dans un crime passionnel. Forty avoue à Joe qu'étant jeune, il a tué l'au pair qui l'avait agressé dans son enfance.
Lorsque Joe retourne à l'entrepôt, il trouve Delilah morte, poignardée. Plus tard, il reçoit un appel de Will, qui ne l'a pas dénoncé mais a pris un vol pour Manille. Candace découvre l'emplacement de l'entrepôt et s'y rend. Elle découvre Joe, dans la cage, à côté du corps poignardé de Delilah et l'accuse du meurtre. Elle l'enferme dans la cage et appelle Love pour prouver que Joe est un tueur dangereux. Joe décide de confesser toute la vérité à Love, qui réagit de manière inattendue, en attirant Candace loin de la cave et en la tuant pour l'empêcher d'appeler la police.
Love révèle à Joe qu'elle a créé les conditions pour qu'il tombe amoureux d'elle. Elle mentionne qu'elle a tué le violeur d'enfant de Forty et l'a fait accuser du meurtre. Elle révèle également qu'elle a tué Delilah pour empêcher Joe de fuir au Mexique. Love explique qu'elle a l'intention de faire accuser Ellie du meurtre de Henderson, de simuler le suicide de Delilah et de construire une nouvelle famille avec lui. Alarmé par les machinations de Love, Joe tente de la tuer, mais s'arrête lorsqu'elle révèle qu'elle est enceinte de leur enfant à naître.
Forty continue de dévoiler le véritable mystère du meurtre de Beck et interroge le Dr Nicky dans un établissement correctionnel à New York. Il découvre la vérité et retourne essayer d'éloigner Love de Joe, affirmant qu'il est un tueur en série. À Anavrin, il pointe un pistolet sur sa tête, mais est ensuite tué par Fincher juste avant qu'il ne réussisse à le tuer. Love utilise le pouvoir de sa famille pour nettoyer le casier judiciaire de Joe et fait accuser son frère décédé du meurtre de Henderson. À la fin de la saison, Joe retrouve sa nature obsessionnelle et, après avoir emménagé avec Love dans une maison en banlieue, il commence à élaborer un plan pour se rapprocher d'une nouvelle voisine, Nathalie Engler, signe que ses anciens comportements menaçants et son obsession pour le contrôle et l'amour idéalisé n'ont pas disparu malgré les changements dramatiques dans sa vie et les efforts pour échapper à son passé.

### Saison 3
Après leur installation à Madre Linda, Love accouche d'un fils nommé Henry Goldberg, mais Joe est contrarié car il s'attendait à une fille. Joe replonge dans ses obsessions et entame en entame une avec Natalie Engler, sa nouvelle voisine mariée vivant séparément, mais refuse de tromper Love quand elle essaie de lui faire des avances. Paradoxalement, Love découvre l'obsession de Joe après un dîner auquel Natalie assistait aussi. Love piège et tue Natalie, puis demande à Joe de l'aider à dissimuler le corps et à le faire passer pour un suicide. Ils s'efforcent de cacher ce meurtre impulsif tout en évitant d'attirer l'attention indésirable sur leur famille. Malgré leur retour à une vie vraisemblablement normale, le mari veuf de Natalie ne croit pas à l'histoire de son suicide et commence à enquêter.
Henry devient atteint de la rougeole et guérit de justesse. Quand un voisin, Gil Brigham, avoue être anti-vaccination et que ses filles non vaccinées ont infecté Henry, Love l'agresse, et, avec Joe, ils le séquestrent. Ils découvrent ensuite que le fils de Gil a agressé sexuellement une camarade de classe et essaient d'utiliser cela comme levier pour relâcher Gil sans crainte de représailles. Gil se suicide par culpabilité, et Joe et Love le font passer pour le meurtrier de Natalie.
Se sentant négligée, Love entame puis termine une liaison avec Theo, le beau-fils de Natalie, décidant de se concentrer sur sa relation avec Joe.
Joe, de son côté, tombe amoureux de Marienne Bellamy, une gérante de librairie en lutte pour la garde de sa fille contre un ex-mari abusif. Il finit par tuer celui-ci. Love découvre l'infidélité de Joe, l'empoisonne mais décide de ne pas tuer Marienne après avoir vu sa fille. Elle révèle les crimes de Joe à Marienne, l'encourageant à fuir. Joe tue ensuite Love, confie Henry à un couple et simule sa mort pour fuir en France sous une nouvelle identité.

### Saison 4

#### Partie 1
Sous l'identité de Nick Jones, Joe retrouve Marienne lors d'un festival d'art à Londres, mais elle le rejette, sachant désormais tous ses crimes. Un assassin désillusionné engagé par la famille Quinn le confronte mais décide de l'épargner et lui fournit une fausse identité en échange d'argent. Joe utilise de faux diplômes pour devenir professeur d'anglais à l'université. Il s'intéresse alors à Kate Galvin, une galeriste et petite amie de son collègue et voisin, Malcolm Harding. Après avoir sauvé Kate de deux agresseurs, Malcolm invite Joe à une fête pour le remercier, où il rencontre le politicien en herbe Rhys Montrose, l'artiste Simon Soo, ainsi que les aristocrates Roald Walker-Burton, Gemma Graham-Greene et Lady Phoebe Borehall-Blaxworth. Après une longue nuit de fête, Joe s'évanouit. Le lendemain matin, il se réveille chez lui avec Malcolm poignardé à mort sur sa table à manger.
Après avoir étudié du corps de Malcolm, Joe reçoit des SMS anonymes de la part du véritable meurtrier le remerciant d'avoir éliminé les preuves. Suspectant que l'assassin soit l'un des amis de Kate et de Malcolm, Joe infiltre leur cercle social pour enquêter. Au cours de son investigation, Simon est assassiné lors d'une exposition d'art, un harceleur découvre la véritable identité de Joe, et Joe entame une relation sexuelle avec Kate. Plus tard, Joe tue Vic, le garde du corps de Phoebe.
Phoebe invite Joe dans sa maison de campagne à Hampshire, où il commence à soupçonner Roald d'être le meurtrier et a une altercation avec lui. Après avoir entendu un cri, Joe découvre Kate agenouillée sur le corps de Gemma avec un couteau. Elle plaide son innocence et force Joe à l'aider à cacher le corps. Joe est surpris par Roald, qui tente de le tuer avec un fusil, mais est rapidement maîtrisé. Rhys arrive et révèle qu'il est le harceleur de Joe et le meurtrier.
Rhys révèle son plan de tuer le reste du groupe d'amis et ordonne à Joe de tuer Roald pour l'incriminer. Lorsque Joe refuse, Rhys met le feu aux catacombes, mais Joe et Roald parviennent à s'échapper. Kate propose à Joe de sortir ensemble, mais Joe la rejette, planifiant de faire tomber Rhys, qui annonce sa campagne à la mairie.

#### Partie 2
De retour à Londres, Rhys fait du chantage Joe pour qu'il incrimine quelqu'un en tant que le tueur Eat-the-Rich. Joe choisit d'incriminer Dawn Brown, une femme qui a tenté de kidnapper Phoebe. Rhys continue de faire du chantage Joe et lui ordonne de tuer le père de Kate, le milliardaire Tom Lockwood. Officiellement en couple avec Kate, Joe rencontre Tom, qui le reconnaît comme le véritable mari de Love Quinn et l'engage pour assassiner Rhys. Plus tard, Joe apprend que Rhys a enlevé et emprisonné Marienne.
Joe retrouve Rhys chez son ex-femme, le torture sans succès pour obtenir la localisation de Marienne et l'étrangle dans un excès de rage. Lorsque Joe continue de voir Rhys, il réalise alors qu'il a développé une personnalité divisée prenant la forme physique de Rhys ; le vrai Rhys ne l'avait jamais rencontré. C'était en fait Joe lui-même qui avait enlevé Marienne et commis les meurtres de Eat-the-Rich.
Joe trouve Marienne et décide de la libérer après avoir préparé sa fuite. Il trouve son téléphone et réalise apparemment qu'elle a perdu la garde de sa fille, ce qui la dévaste lorsqu'il lui transmet la nouvelle. Plus tard, il la trouve morte d'une overdose de pilules d'oxycodone qu'il avait précédemment placées chez elle. Croyant Marienne morte, Joe cache son corps dans un parc pour faire croire à une overdose. Cependant, son étudiante Nadia, ayant conspiré avec Marienne, a simulé la mort de cette dernière afin qu'elle puisse s'échapper.
Attirant Joe avec un message du téléphone de Kate, Joe assassine Tom et son garde du corps avant de se préparer à se suicider, culpabilisant de la mort de Marienne et pour éviter de faire du mal à quelqu'un d'autre. Joe se jette d'un pont, mais son « côté sombre » survit. Joe accepte pour la première fois qu'il est un tueur et, après avoir découvert que Nadia l'espionnait, tue son petit ami et fait porter le blâme sur elle. Kate utilise ses ressources pour effacer le passé de Joe et ils retournent à New York. Lorsque Joe regarde par la fenêtre de leur appartement, il voit Rhys le regarder.

## Interprétation
Penn Badgley a été sélectionné pour interpréter Joe Goldberg en juin 2017. Avant le lancement de la série, Badgley a exprimé dans une interview pour Entertainment Weekly son hésitation initiale à endosser le rôle de Joe, en déclarant :

« Je n'étais pas enthousiaste à l'idée de jouer Joe Goldberg. C'était un défi trop grand. J'étais en proie à des doutes quant à la nature du personnage. Si cela devait être une histoire d'amour, quel message cela enverrait-il ? Ce n'est pas juste une série de plus ; c'est une étude de société. »

— Penn Badgley, Entertainment Weekly
Néanmoins, le scénario et le commentaire social que la série proposait l'ont finalement convaincu, ajoutant que :

« Ce qui m'a incité à accepter, ce sont mes échanges avec Greg Berlanti et Sera Gamble, les créateurs, et ma compréhension de la complexité de Joe. J'étais conscient que je resterais partagé à propos de ce rôle du début à la fin, et c'est précisément pour cela qu'ils ont pensé que je serais parfait pour ce personnage, parce que je n'étais pas séduit par l'idée d'incarner une telle personne. »

— Penn Badgley, Entertainment Weekly
Dans une autre interview pour GQ, Badgley a réitéré ses réserves concernant la représentation de Joe, reconnaissant ses appréhensions initiales mais expliquant qu'il avait fini par revoir sa position. Il a souligné que :

« Personne, quel que soit son rang, ne peut prétendre ignorer que le sexe et le meurtre attirent l'audience, mais comment présenter ces thèmes d'une manière inédite ? C'est là que cette série se démarque, accomplissant quelque chose que nous ne pouvions garantir... Elle aurait pu être terriblement irresponsable. Elle aurait pu échouer lamentablement, ce qui aurait été problématique. »

— Penn Badgley, GQ
Lors d'une interview au panel The Contenders Emmys 2019, Badgley a décrit son personnage comme :

« Le héros de sa propre narratif... comme tous les tueurs en série. Joe est, au fond, indéfendable. Malgré une certaine empathie envers Joe, cela représente en quelque sorte un test de Rorschach pour le public. »

— Penn Badgley, The Contenders Emmys 2019

## Réception

### Réponse critique

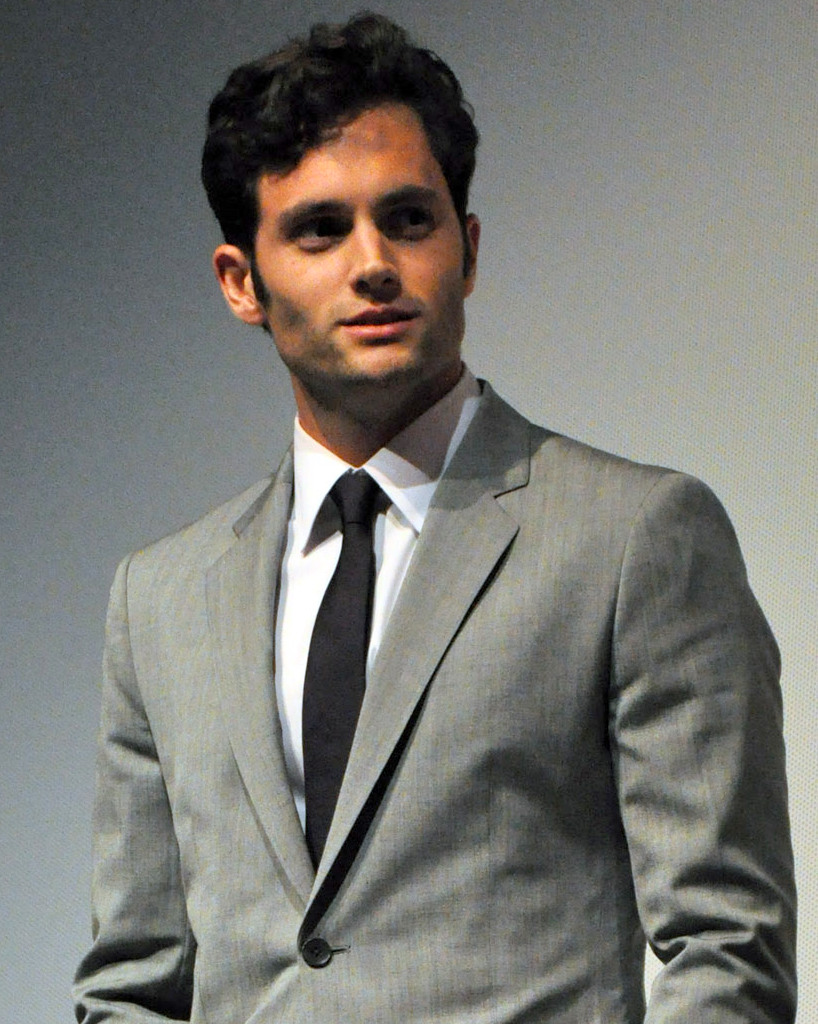
Penn Badgley au festival international du film de Toronto 2010.

L'interprétation de Penn Badgley dans le rôle de Joe Goldberg a été saluée par la critique. De nombreux commentateurs ont loué la performance de Penn Badgley et ont comparé le ton inquiétant et l'approche terrifiante établis dans la série aux thèmes de violence, de harcèlement et d'obsession, rappelant des films et séries thriller contemporains comme Dexter, Gone Girl et American Psycho. Certains critiques ont également souligné que la série offre un aperçu séduisant mais perturbant de l'esprit et du profil d'un psychopathe, qui manipule avec charme son chemin à travers son charisme d'anti-héros, ses motifs et son sens de la moralité déformé, afin de convaincre le public de « sympathiser avec un harceleur et un tueur en série »,,,.
Alicia Lutes de l'IGN a fait l'éloge de la performance de Badgley dans sa critique de la série, soulignant :

« Il réalise certains de ses meilleurs travaux, les plus dérangés dans la série. Sa nature charmante et son visage joueur sont le masque parfait présent sur le visage du « gentil garçon avec des problèmes de contrôle » qui se cache en dessous. Le monologue intérieur de Joe cadre la série d'une manière qui montre à quel point il est vraiment mécontent malgré son sourire chaleureux et son comportement cool. »

— Alicia Lutes, IGN
Tiffany Kelly du Daily Dot a loué la performance de Badgley dans sa critique de la série en déclarant qu'il « brille en tant que gérant de librairie et harceleur glaçant dans ce thriller étonnamment bon. ». En passant en revue la première saison, Anna Leszkiewicz du New Statesman a fait l'éloge de la performance de Penn Badgley, en déclarant que « la série Netflix You fait ce qui est annoncé sur la boîte - offrant des rebondissements surprises, des révélations au compte-gouttes, un méchant magnétique en Joe, l'horrible suspense de savoir plus que ses victimes sans méfiance et des meurtres satisfaisamment sanglants. ». Christina Radish de Collider a nommé Joe Goldberg comme le « meilleur méchant de télévision » de 2018. Radish écrit également que, « grâce à la performance de Penn Badgley et à une excellente écriture, le personnage a des couches qui le rendent compliqué et intrigant, même si vous savez qu'il devrait vous faire grimacer et reculer. Joe Goldberg est un personnage qui fait des choses horribles, mais qui vous garde également tellement captivé que vous ne pouvez pas arrêter de regarder. ». Tilly Pearce du Metro a fait grandement l'éloge de la performance de l'acteur dans la deuxième saison, notant que « Penn Badgley est parfait dans ce rôle, tout comme Victoria Pedretti, et nous avons hâte de voir ce que la saison trois apportera. ».
Samantha Highfill de l'Entertainment Weekly a mentionné You dans sa liste de souhaits des candidats pour les nominations de la 71e cérémonie des Emmy Awards. Faisant l'éloge de la performance de Badgley, elle note que :

« La série a présenté un regard différent sur un tueur en série, qui a emmené les téléspectateurs à l'intérieur de l'esprit de Joe Goldberg, leur présentant ainsi les raisons de ses actions. En ne se détournant jamais du côté sombre de Joe, la première saison de la série a déroulé un thriller moderne magnifiquement rythmé sur ce que les gens font par amour... et ce qui est acceptable de faire par amour. »

— Samantha Highfill, Entertainment Weekly
L'équipe de TVLine (en) a classé les performances de Penn Badgley et Victoria Pedretti en tête de la liste des Performers of the Week de TVLine. Faisant l'éloge des deux, l'équipe note que :

« Incarner un tueur en série sympathique n'est pas une mince affaire, pourtant Penn Badgley a passé les deux dernières saisons de You à rendre le processus apparemment sans effort. Et tout comme son personnage, Joe Goldberg, a finalement trouvé son égal cette saison en la personne d'une femme nommée Love, Badgley a également trouvé la compagne à l'écran parfaite en la personne de l'interprète de Love, Victoria Pedretti. »